# Öffentliche Universität für Wissenschaft und Technologie Chitose
Koordinaten: 42° 47′ 35,7″ N, 141° 41′ 45,2″ O

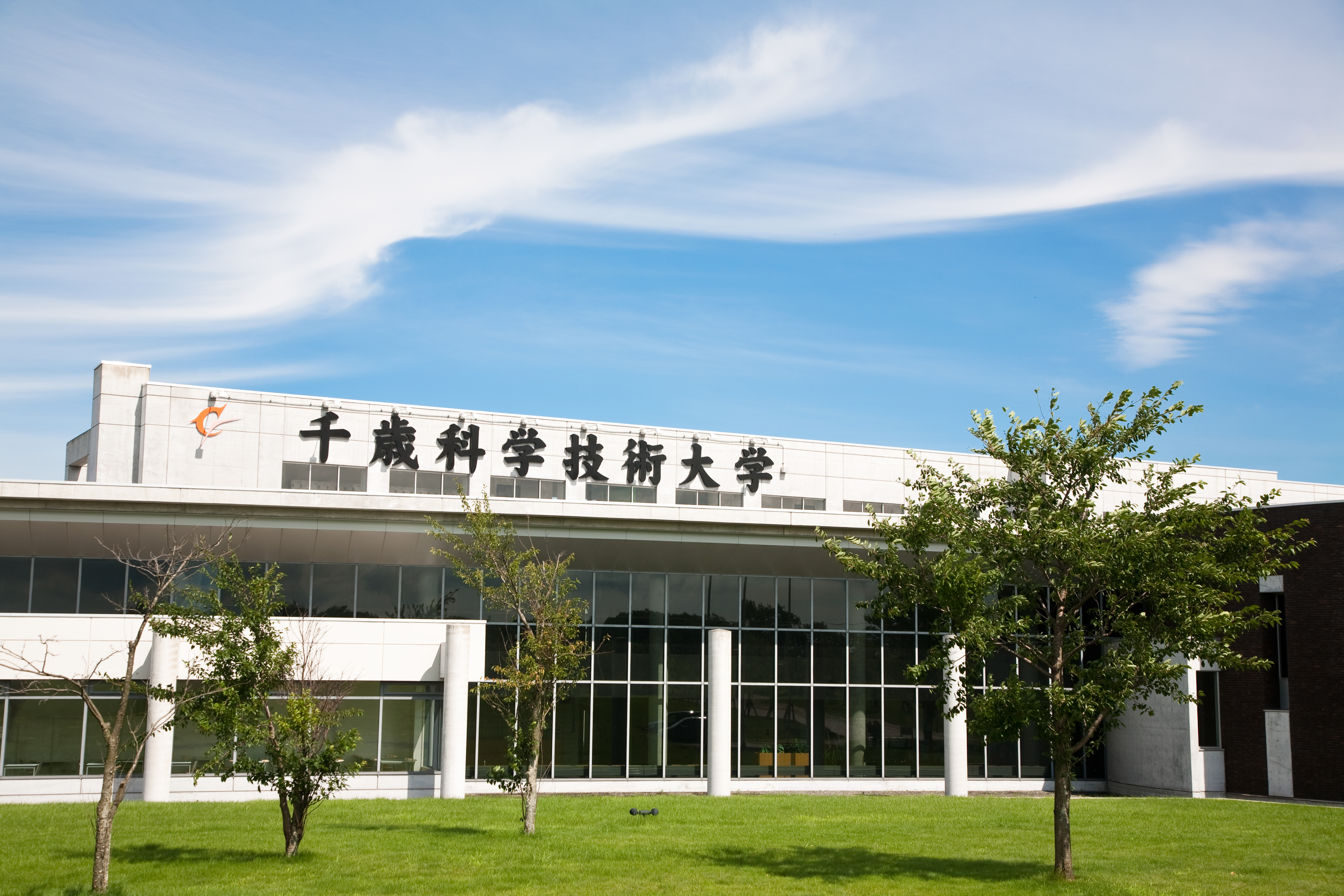
Universitätsverwaltung (2015)

Die Öffentliche Universität für Wissenschaft und Technologie Chitose (japanisch 公立千歳科学技術大学 Kōritsu Chitose kagaku gijutsu daigaku; engl. Chitose Institute of Science and Technology, kurz: CIST) ist eine städtische Universität in Chitose, Hokkaidō (Japan).
Gegründet wurde sie 1998 als private Universität, deren Träger (Bildungskörperschaft) von der Stadtverwaltung Chitose eingerichtet wurde. 2002 gründete sie die Graduate School (Masterstudiengänge) und 2004 begannen die Doktorkurse. 2019 wurde sie zur städtischen Universität. Der englische Name bleibt unverändert.

## Fakultäten
- Fakultät für Naturwissenschaften und Technologie
  - Abteilung für Angewandte Chemie und Biowissenschaften
  - Abteilung für Optoelektronik
  - Abteilung für Informationssystemtechnik